# カーボンコピー
カーボンコピー (Carbon Copy) はカーボン紙によって複写された文書のこと。CCと略称する。正本と副本とする二枚の書類の間にカーボン紙を挟み、ボールペンあるいはタイプライターで文書を作成すると、正副二通の文書が同時に作成できる。複写機やプリンターが発達する前は、複写を作る方法の主流であった。
また、現在ではカーボン紙に代わってノーカーボン紙を使用した伝票や申込用紙などが利用されている。この場合、連続式の通票の印字にドットインパクト式プリンターを使う事で、複数の同一内容の証書（領収書など）が作成できる。

## 転用

### 電子メール
転じて、電子メールの機能の一つ。CC欄に記入したアドレスにも、同じ内容のメールを送信する機能である。

本来の受信者には同内容のメールが転送されたことが通知される。
また、BCC (Blind Carbon Copy) という機能もあり、これは受信者には別送されたメールの受信者が通知されない。会社が取引先に情報を配布する際、取引先メールアドレスを秘匿したい場合などに利用される。
詳しくは電子メール#CcとBccを参照。

### 比喩的用法
一度に同じ文書が作成できる事から、「同じ内容で作成されたもの」から転じて比喩として「創意工夫の感じられない引き写し・丸写し・模倣」などを指す。「参議院は衆議院のカーボンコピーか」のように使われる。